# Лісопасовище

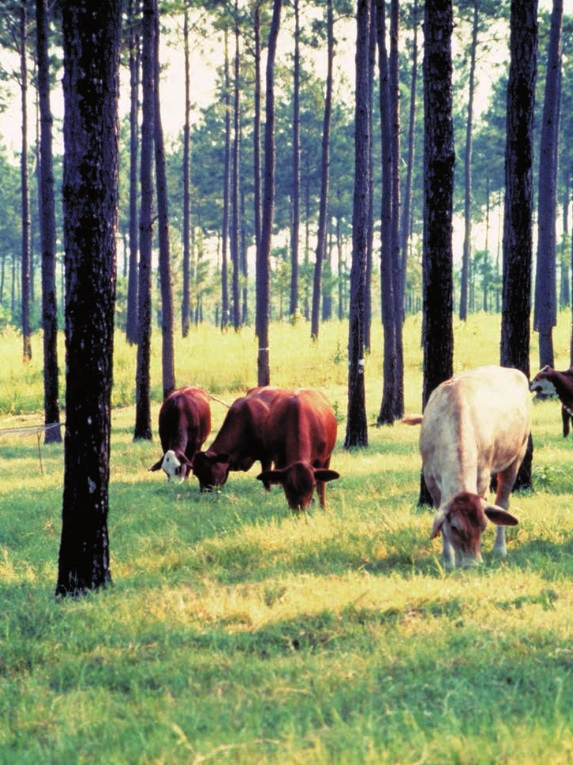
Корови на лісопасовищі

Лісопасовище — рідколісся з добре розвиненим трав'яним підліском, яке використовується для керованого випасання худоби. Використання лісопасовищ — це одна з форм агролісівництва, що дозволяє збір лісових ресурсів та фуражу і випас худоби у взаємовигідний спосіб. Вона практикується в багатьох частинах світу протягом століть.
Правильно кероване лісопасовище може підвищити загальну продуктивність і довгостроковий прибуток завдяки одночасному вирощуванню деревних культур і худоби, а також може забезпечити екологічні переваги. Не слід плутати випас на лісопасовищах та неконтрольований випас у лісах.

## Переваги
Відкриті системи пасовищ є результатом масової вирубки лісів, зменшення доступності води та збільшення поживних речовин у ґрунті до рівня, який завдає шкоди як екосистемі, так і людям. Основною перевагою лісопасовищ над звичайними пасовищами є більш ефективне використання сільськогосподарських угідь: лісопасовище може включити невикористані ліси у господарство та дозволити вирощувати кілька видів продуктів на одній площі. Воно диверсифікує джерела доходу ферми та підвищує її життєздатність. Було виявлено, що лісопасовище збільшує чисельність і різноманітність диких тварин.

### Тваринництво
Дерева в лісопасовищних системах забезпечують худобу захистом від сонця та вітру, що може підвищити комфорт тварин і покращити продуктивність. Дерева можуть створювати тінь влітку та захист від вітру взимку, дозволяючи худобі регулювати власну температуру. Тепловий стрес у худоби пов'язаний із зменшенням споживання корму, збільшенням споживання води та негативним впливом на продуктивність, репродуктивне здоров'я, надої молока, фізичну форму та довголіття.
Деякі види дерев також можуть слугувати кормом для худоби. Дерева можуть давати фрукти чи горіхи, які худоба може їсти ще на дереві або після того, як вони впали. Листя дерев також може слугувати кормом. Керівники лісопасовищ можуть рубати дерева на корм худобі, або використовуючи підсікання чи обрізку дерев, щоб стимулювати ріст листя там, де воно доступне худобі.

### Фураж
Добре керовані системи лісопасовищ можуть виробляти стільки ж фуражу, скільки й системи відкритих пасовищ за сприятливих обставин. Крім того, спостерігалося, що лісопасовищні системи за певних умов виробляють корм вищої поживної якості, ніж корм зі звичайних пасовищ. В умовах посухи спостерігається підвищення доступності корму в системах лісопасовищ, оскільки поєднання тіні від дерев і поглинання води корінням дерев може зменшити вплив посухи.

### Дерева
Лісопасовища дозволяють вирощувати фрукти та горіхи. Випас може бути економічно ефективним методом боротьби з бур'янами. Лісопасовище також може допомогти зменшити кількість шкідників і хвороб у фруктових садах: коли тварини потрапляють у фруктовий сад після збору врожаю, вони можуть поїдати незібрані фрукти, запобігаючи поширенню шкідників і хвороб через них, а в деяких випадках поїдати самих шкідників.

## Методи
Лісопасовище можна створити шляхом посадки дерев на існуючих пасовищах або створенням пасовищ у існуючих лісах. Ці два методи суттєво відрізняються складнощами, які вони представляють.

### Висаджування дерев на пасовищах
Посадка дерев на існуючому пасовищі пов'язана з кількома проблемами: молоді дерева потрібно захистити від худоби, деревам можуть знадобитися роки, щоб стати продуктивними (залежно від виду), а також посадка дерев на пасовищі може обмежити можливість використання цієї землі для інших цілей у майбутньому.

### Перетворення лісу на пасовище
Перетворення існуючих лісів на пасовище також має низку проблем: скоріш за все ліс потрібно прорідити, щоб збільшити інфільтрацію світла, що забирає багато часу та може вимагати важкої техніки, а також стратегії для роботи зі зрубаними деревами. У проріджених лісах спостерігатиметься активний ріст бур'янів і саджанців дерев, з якими необхідно боротися, щоб запобігти заростанню пасовища. Також може знадобитися висадити під деревами пасовищні корми — цей процес може бути складним, якщо дерева вже зрубані.

## Історія
Згідно з гіпотезою лісопасовищ, випас диких рослиноїдних тварин у рідколіссях формував структуру первинних лісів Європи ще до того, як їх почали використовувати люди. Системи вирощування фруктів і горіхів та випасу худоби в лісах охоплювали значні частини Центральної Європи до XX століття і досі широко поширені в деяких областях. Використання лісопасовищ — це одна з найдавніших практик землекористування в історії людства, яка є історичною європейською системою землекористування, в якій відкриті ліси забезпечували притулок і корм для тварин, зокрема для овець і великої рогатої худоби, а також лісові продукти, такі як деревина для будівництва, палива і виготовлення деревного вугілля та стебла для плетіння. З римських часів свиней випускали в букові та дубові ліси, щоб вони харчувалися жолудями та буковими горішками, а також у фруктові сади, де вони могли їсти падалицю.